# Giuseppe Nicola Nasini
Giuseppe Nicola Nasini (25 de janeiro de 1657 – 3 de julho de 1736) foi um artista italiano, que obteve grande fama como pintor religioso e decorativo no final do século XVII e no início do século XVIII, tendo-se especializado em pintura barroca.